# Eurytoma quercipisi
Eurytoma quercipisi is een vliesvleugelig insect uit de familie Eurytomidae. De wetenschappelijke naam is voor het eerst geldig gepubliceerd in 1859 door Fitch.